# Ilattia obstructa
Ilattia obstructa är en fjärilsart som beskrevs av Walker 1865. Ilattia obstructa ingår i släktet Ilattia och familjen nattflyn. Inga underarter finns listade i Catalogue of Life.